# Маттеи, Бруно
Бруно Маттеи (итал. Bruno Mattei, 30 июля 1931, Рим — 21 мая 2007, там же) — итальянский режиссёр, монтажёр, сценарист и продюсер малобюджетных жанровых фильмов.

## Кинокарьера
Бруно Маттеи родился 30 июля 1931 года в Риме, Италия. Кинокарьера Маттеи началась в 1951 году, когда будущий режиссёр помогал отцу, который возглавлял одну из производственных фирм. В 1979 году Маттеи впервые обращается к фантастическому жанру.
Маттеи снимал в самых различных жанрах, но, прежде всего, его привлекали фильмы ужасов и сама техника съёмки, которая преобладает в этих фильмах. Своё вдохновение в отношении данных фильмов Маттеи черпал из английских готических фильмов ужасов и фильмов Хичкока. Кровавость его фильмов объясняется лишь коммерческими соображеними. В то же время Маттеи признаёт себя учеником американской школы.

Моей целью всегда было создавать успешные фильмы для международного рынка, — Бруно Маттеи.
По сути снимал малобюджетные римейки голливудских хитов. Его «Ковчег бога солнца» был итало-турецким рип-оффом «Ковчега завета», «Охотник на акул» — «Челюстей», «1990. Воины Бронкса» — «Побега из Нью-Йорка».
Его первым фильмом в качестве режиссера был «Армида, драма одной невесты» (1970), после которого он снял фильм «Cuginetta…Amore Mio!» с Ритой Де Симоне в главной роли. Затем последовали его фильмы на нацистскую тематику, такие как SS Girls и KZ9 Lager di Sterminio, некоторые документальные фильмы мондо с участием Лауры Гемсер, «Le Notti Porno nel Mondo» и «Emanuelle le Porno Notti del Mondo N. 2», а так же «The True Story of the Nun of Monza» и «The Other Hell».
Маттеи заменил режиссера Лучо Фульчи в фильме «Зомби 3», после того как Фульчи оставил проект незавершенным.

## Псевдонимы
Michael Cardoso, Norman Dawn, Vincent Dawn, David Graham, David Hunt, Bob Hunter, Frank Klox, Werner Knox, Pierre Le Blanc, Jimmy B. Matheus, Jimmy Matheus, B. Mattei, J.B. Matthews, Jordan B. Matthews, J. Metheus, Martin Miller, Erik Montgomery, Herik Montgomery, Stefan Oblowsky, Gilbert Roussel, George Smith, William Snyder

## Фильмография
- 1970 — Армида, драма одной невесты/Armida, il dramma di una sposa
- 1972 — Les aventures galantes de Zorro
- 1976 — Cuginetta… amore mio!
- 1976 — A l’ouest du Rio Concho
- 1977 — Notti porno nel mondo
- 1977 — KZ9 — Lager di sterminio
- 1977 — Casa privata per le SS / «Частные владения СС»
- 1978 — Emanuelle e le porno notti nel mondo n. 2 / «Эммануэль и мировые порно-ночи»
- 1979 — Cicciolina amore mio / «Чиччолина, любовь моя»
- 1980 — Sexual aberration — sesso perverso
- 1980 — Sesso perverso, mondo violento
- 1980 — «Ад живых мертвецов»/L’inferno dei morti-viventi
- 1980 — La vera storia della monaca di Monza
- 1981 — «Другой ад»/L’altro inferno
- 1981 — «Порнохолокост» / Porno Holocaust (в титрах не указан, но по словам Д’Амато снял большую часть фильма)
- 1981 — «Калигула и Мессалина» / Caligula et Messalina
- 1983 — Violenza in un carcere femminile / «Насилие в женской тюрьме»
- 1983 — Nerone e Poppea / «Нерон И Поппея»
- 1983 — Emanuelle fuga dall’inferno
- 1983 — Великолепная семёрка гладиаторов /I sette magnifici gladiatori
- 1984 — «Крысы — ночь ужаса»/Rats — Notte di terrore
- 1986 — Белый апач/Bianco apache
- 1987 — /Scalps, venganza india / «Скальпы»
- 1987 — «Атака коммандос» / Strike Commando
- 1988 — 'Zombi 3 / «Зомби 3»
- 1988 — Double target / «Двойная мишень»
- 1988 — Trappola diabolica
- 1988 — Sortis de route
- 1988 — Robowar — Robot da guerra / «Военный робот»
- 1988 — Cop game
- 1989 — «Терминатор II» / Terminator II
- 1989 — Strike commando 2 / «Атака коммандос-2»
- 1989 — Born to Fight
- 1990 — Desideri
- 1990 — Tre pesci, una gatta nel letto che scotta
- 1994 — Omicidio al telefono
- 1994 — Gli occhi dentro
- 1995 — Legittima vendetta
- 1995 — Cruel jaws / «Жестокие челюсти»
- 1996 — Ljuba / «Люба»
- 2001 — Belle da morire
- 2002 — Prive [L’altra donna]
- 2003 — Capriccio veneziano / «Венецианский каприз»
- 2003 — Snuff trap
- 2003 — Земля каннибалов /Land of death [Nella terra dei cannibali]
- 2003 — Mondo cannibale
- 2004 — The Tomb / «Гробница»
- 2005 — Belle da Morire — II
- 2006 — Anime perse
- 2006 — L’isola dei morti-viventi
- 2006 — «Женская тюрьма: Ад для женщин»